# هیکوری فلت (جورجیا)
هیکوری فلت (به انگلیسی: Hickory Flat) یک منطقهٔ مسکونی در ایالات متحده آمریکا است که در شهرستان چروکی، جورجیا واقع شده‌است.